# .km
.km è il dominio di primo livello nazionale assegnato alle Comore.